# Шейла Молелеква
Шейла Молелеква (англ. Sheillah Molelekwa) — переможниця конкурсу краси Міс Всесвіт Ботсвана в 2012 році і офіційна представниця Ботсвани на конкурсі Міс Всесвіт 2012.

## Міс Всесвіт Ботсвана 2012
Шейла Молелеква завоювала титул Міс Всесвіт Ботсвана 2012 року під час щорічного конкурсу краси, що відбувся у Міжнародному конференц-центрі (GICC) в Габороне 14 жовтня 2012 року.

## Міс Всесвіт 2012
На конкурсі Міс Всесвіт 2012 Шейла не потрапила у фінал.

## Особисте життя
Після дитинства проведеного з бабусею в маленькому селі, переїхала до Габороне разом з матір'ю. Навчалася у коледжі Бото на аудитора.